# 魏师逊
魏师逊（1107年—1180年），字良翰。小名成郎，小字必大。江宁府高淳县（今江苏高淳县双塔南塘）人，后迁居高淳县叶桥（今高淳县下坝乡新闸村），出自净行寺魏氏。南宋大臣，参知政事魏良臣的族叔。
宋高宗绍兴十八年（1148年），四十一岁的魏师逊中进士。历任枢密院签书，枢密院编修官守监察御史、以殿中侍御史兼崇正殿说书。绍兴二十三年（1153年）十月丁丑，侍御史兼崇正殿说书试御史中丞。魏师逊作为秦桧的一党，被提拔为宰执。绍兴二十四年（1154年）魏师逊弹劾端明殿学士、签书枢密院事史才，同时他以御史中丞兼侍讲，充任端明殿学士、签书枢密院事，官至权参知政事。十一月，罢职，提举江州太平兴国宫。宋孝宗淳熙六年（1180年）魏师逊去世，时年七十三岁，葬在安兴木竹园。娶杨氏夫人。有二子，魏楫臣、魏缗臣。